# دون نيلسون
دون نيلسون (بالإنجليزية: Don Nelson) مواليد 15 مايو 1940 في مسكيغون، هو لاعب كرة سلة أمريكي أصبح مدرباً بدأ مسيرته الاحترافية في سنة 1962. يبلغ طوله 6 قدم 6 بوصة (2.0 م). اعتزل اللعب في 1976. درب نيلسون منتخب الولايات المتحدة لكرة السلة في بطولة كأس العالم لكرة السلة 1994 التي أقيمت في تورونتو وحصل معه على لقب البطولة.

## فرق لعب لها
- واشنطن ويزاردز
- لوس أنجلوس ليكرز
- بوسطن سيلتكس

## فرق دربها
- دالاس مافيريكس
- نيويورك نيكس
- غولدن ستايت ووريورز
- ميلووكي باكز

## الميداليات
| الميدالية | المسابقة                         |
| --------- | -------------------------------- |
| ذهبية     | بطولة كأس العالم لكرة السلة 1994 |

## روابط خارجية
- دون نيلسون على موقع إن بي أي (الإنجليزية)
- دون نيلسون على موقع سبورتس رفرنس (الإنجليزية)
- دون نيلسون على موقع كلية كرة السلة في سبورتس رفرنس.كوم (الإنجليزية)
- دون نيلسون على موقع ريلجم (الإنجليزية)
- دون نيلسون على موقع بروبوليرز (الإنجليزية)
- دون نيلسون على موقع سبورتس رفرنس (الإنجليزية)
- دون نيلسون على موقع قاعة آيوا للمشاهير الرياضية (الإنجليزية)